# Savanne SC
Der Savanne Sporting Club ist ein mauritischer Fußballverein aus der Stadt Souillac. Aktuell spielt der Verein in der zweiten Liga.

## Geschichte
Der Verein wurde 2000 gegründet. Der Verein konnte bisher zweimal den  Pokal sowie zweimal den Mauritian Republic Cup gewinnen. Am Ende der Saison 2024 musste der Verein als Tabellenletzter in die zweite Liga absteigen.

## Stadion
Seine Heimspiele trägt er in Mahébourg im 2000 Zuschauer fassenden Stade Harry Latour aus.

## Erfolge
- Mauritischer Pokalsieger: 2003, 2004
- Mauritischer Republikpokal: 2009, 2011/12

## Statistik in den CAF Wettbewerben
| Jahr | Wettbewerb            | Runde    |
| ---- | --------------------- | -------- |
| 2005 | CAF Confederation Cup | Vorrunde |